# Czesława Marchewka
Czesława Marchewka (ur. 1944 w Tatarach) – kurpiowska tkaczka, hafciarka, wycinankarka, twórczyni ludowa z Puszczy Zielonej.

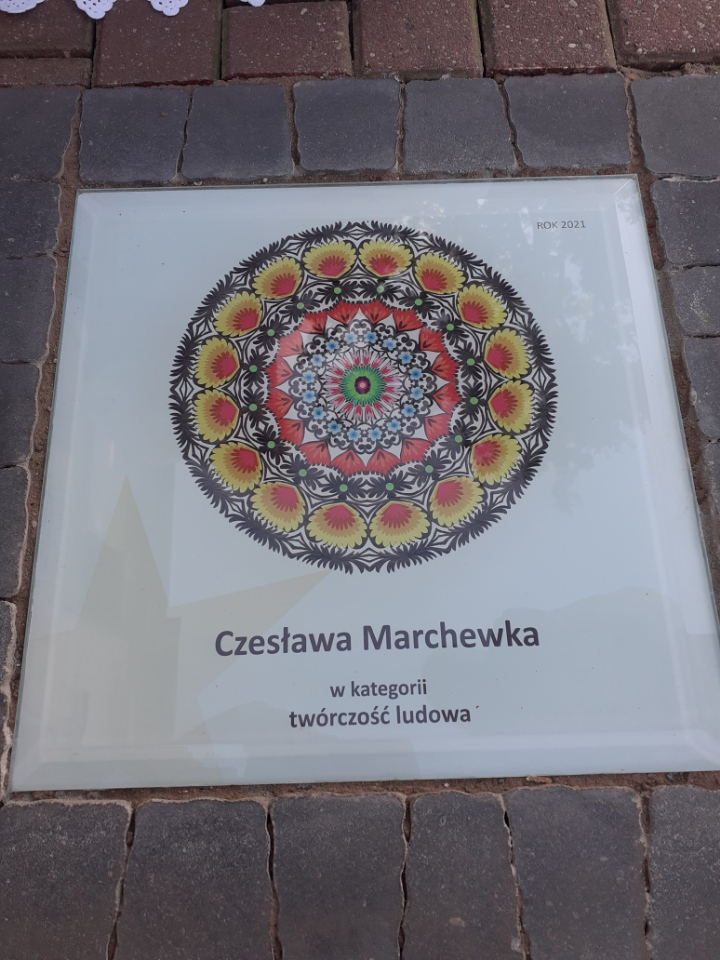
Nagroda przyznana Czesławie Marchewce w 2021 r. w kategorii twórczość ludowa. Nagrodę przyznała Rada Gminy Łowicz na wniosek Muzeum Kultury Kurpiowskiej w Ostrołęce

## Życiorys
Przyszła na świat w rodzinie Konopków w Tatarach, w której kultywowano tradycje ludowe. Robienia wycinanek nauczyła się od matki Bronisławy, babci i innych członkiń rodziny. Skończyła Technikum Ekonomiczne w Ostrołęce. Od 1960 pracowała w Spółdzielni Rękodzieła Ludowego i Artystycznego „Kurpianka” w Kadzidle, gdzie haftowała i tkała. Była członkinią zespołu „Kurpianka” z Kadzidła. Z zespołem występowała w kraju i za granicą. Była jedną z najlepszych tancerek zespołu. 
Wykonuje wycinanki – tradycyjne zielonokurpiowskie „gwiazdy” i „leluje”, a poza tym palmy wielkanocne, bukiety z bibuły, kurpiowskie „kierce” z grochu, ptaszki, ozdoby choinkowe, haftowane serwety. Uczestniczyła w kiermaszach i imprezach folklorystycznych w kraju i za granicą, jak również od 1967 w konkursach sztuki ludowej (np. w Ostrołęce w 1967 i 1972, w Płocku w 1970, w Myszyńcu w 1993 i 1994, w Węgorzewie w 1999. Była nagradzana: w Łysych (w 1976 i 1977 za palmy wielkanocne, w 1980 otrzymała wyróżnienia za bukiety i kierce), w Sierpcu (w 1996 nagroda w konkursie „Boże Narodzenie – Tradycja i Współczesność”), w Ostrołęce (1998 – nagroda za kierce). Brała udział w warsztatach organizowanych przez Muzeum Kultury Kurpiowskiej w Ostrołęce dla dzieci i młodzieży. Jest członkinią komisji konkursowych w konkursach twórczości ludowej na Kurpiach Zielonych. 

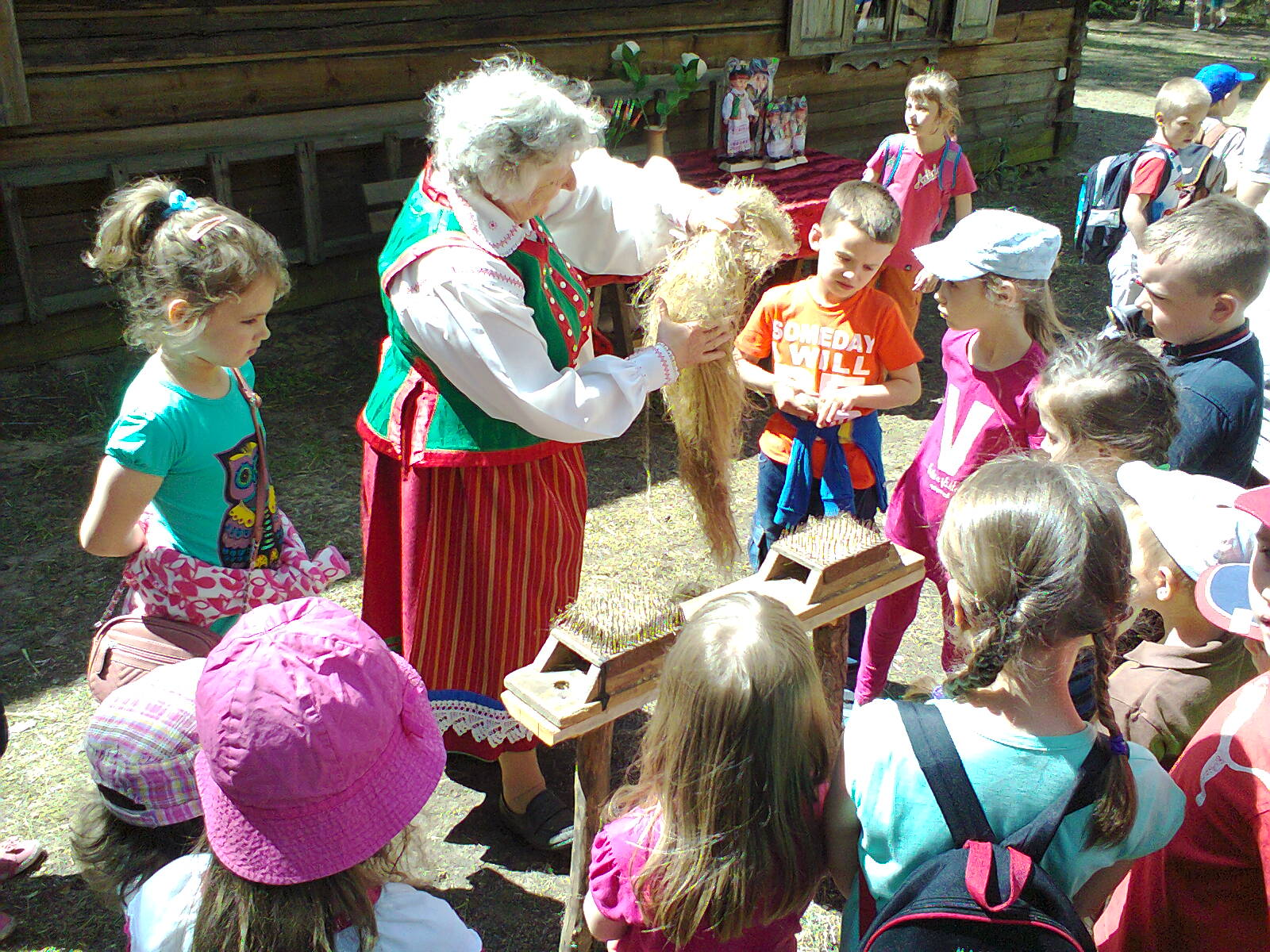
Czesława Marchewka podczas warsztatów etnograficznych „Ginące Zawody” w Zagrodzie Kurpiowskiej w Kadzidle (2015)

Jej prace artystki można znaleźć w kolekcjach etnograficznych Muzeum Kultury Kurpiowskiej w Ostrołęce, Państwowym Muzeum Etnograficznym w Warszawie, Muzeum Północno-Mazowieckim w Łomży, Muzeum Mazowieckim w Płocku i Muzeum Etnograficznym im. Marii Znamierowskiej-Prüfferowej w Toruniu, jak również w Galerii Wycinanki w muzeum w Regionalnym Centrum Kultury Kurpiowskiej w Myszyńcu. Zaprezentowano tam również prace innych twórczyń zrzeszonych, podobnie jak Marchewka, w Stowarzyszeniu Twórców Ludowych: Czesławy Kaczyńskiej, Genowefy Staśkiewicz, Haliny Pajki, Stanisława Ropiaka i Wiesławy Bogdańskiej. 
W 2000 dostała Nagrodę im. Oskara Kolberga. Została wyróżniona Medalem Pamiątkowym Pro Masovia, nagrodą wójta gminy Kadzidło, nagroda z okazji 60-lecia Cepelii, a w 1999 za całokształt pracy twórczej Odznaką „Zasłużony Działacz Kultury”. W 2015 otrzymała doroczną Nagrodę Starosty Ostrołęckiego, a w 2016 Brązowy Medal „Zasłużony Kulturze Gloria Artis”. W 2021 została doceniona nagrodą „Gwiozda Łowicko” w kategorii twórczość ludowa. 
W czerwcu 2024 otrzymała stypendium z Narodowego Instytutu Kultury i Dziedzictwa Wsi w programie Mistrz -Uczeń , podczas którego z uczennicą Jolantą Rachwalską wykonały projekt " Palma kurpiowska jako tradycja Kurpi Zielonych wczoraj i dziś". Finalnie palma osiągnęła wysokość 2,5metra. Warto podkreślić, że do programu zostały wybrane tylko 25 par z całej Polski. 